# St. Peter in der Au
Sankt Peter in der Au est une commune autrichienne du district d'Amstetten en Basse-Autriche.